# موسسه هنرهای نمایشی
مؤسسه عالی هنرهای دراماتیک (هیدا، عربی: الْمَعْهَدُ الْعَالِي لِلْفُنُونِ الْمَسْرَحِيَّةِ‎، ت. «al-Maʿhad al-ʿĀlī li l-Funūn al-Masraḥīyah»     (موسسه تئاتر سوریه) در سال ۱۹۷۷ در دمشق ، سوریه ، توسط چهره‌های دانشگاهی مانند سعدالله ونوس ، نمایشنامه‌نویس ، غسان المالح  منتقد تئاتر، و حنان قصاب حسن، استاد تئاتر در دانشگاه دمشق ، تأسیس شد. 
این مؤسسه با تربیت نسل جدیدی از نمایشنامه‌نویسان، کارگردانان تئاتر و بازیگران در جنبه‌های هنرهای نمایشی مدرن به صورت آکادمیک، از جمله بازیگر فارس الحلو و نمایشنامه‌نویسان لیوا یازجی و محمد العطار ، مرحله جدیدی را در توسعه تئاتر در سوریه آغاز کرد. این مؤسسه در ابتدا شامل پنج بخش بود: بازیگری ، نقد ادبی ، هنرهای نمایشی ، طراحی صحنه و فنون تئاتر و بعداً یک بخش رقص نیز به آن اضافه شد.

## فارغ التحصیلان برجسته
- عمر ابو سعدا [۳]
- جیانا عید [۴]
- صباح جزایری [۵]
- تیم حسن
- دیما قندلفت [۶]
- کوسای خاولی
- سامر المصری
- سولفا معمار [۷]
- ناندا محمد [۸]
- امل عمران [۹]
- می سیفان [۱۰]
- فادی اسکیکر [۱۱]
- جمال سلیمان [۱۲]
- فارس یاغی [۱۳]
- باسم یاخور